# Brevipalpus arystis
Brevipalpus arystis är en spindeldjursart som beskrevs av Hasan, Ashfaq, Li och Wakil 2004. Brevipalpus arystis ingår i släktet Brevipalpus och familjen Tenuipalpidae. Inga underarter finns listade.